# Grästjärnen (Norbergs socken, Västmanland)
Grästjärnen är en sjö i Norbergs kommun i Västmanland och ingår i Norrströms huvudavrinningsområde.